# Adesmia nordenskioldii
Adesmia nordenskioldii är en ärtväxtart som först beskrevs av Robert Elias Fries, och fick sitt nu gällande namn av Cardenas. Adesmia nordenskioldii ingår i släktet Adesmia och familjen ärtväxter. Inga underarter finns listade i Catalogue of Life.